# Hemmesomyces puauluensis
Hemmesomyces puauluensis — вид грибів, що належить до монотипового роду  Hemmesomyces.
Зростає на Гаваї.